# Ablazione del peduncolo oculare

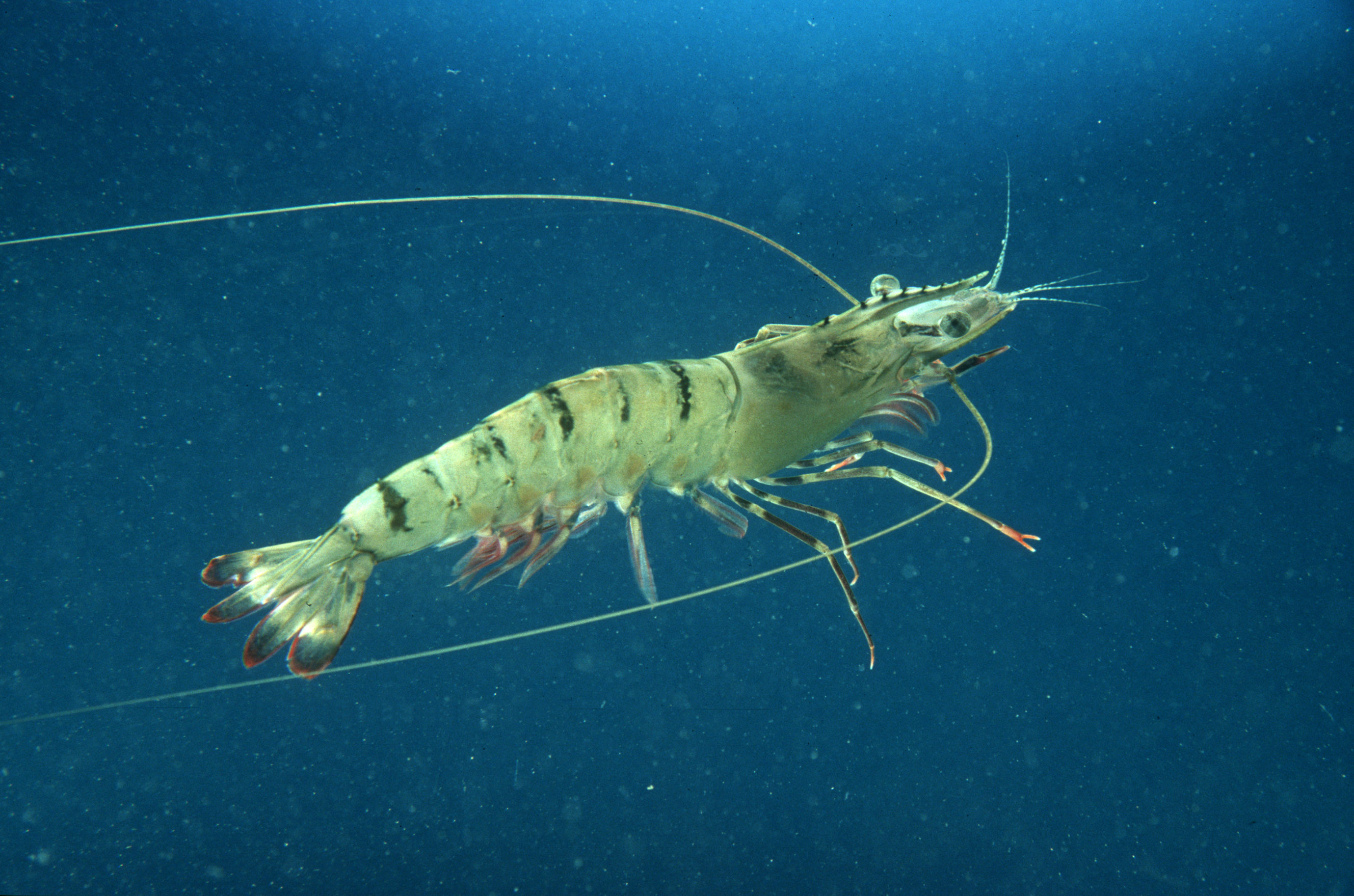
I peduncoli oculari delle femmine di gambero vengono spesso rimossi (ablati) per migliorarne la riproduzione

L'ablazione del peduncolo oculare è una pratica comune nell'allevamento dei crostacei. Ablazione è un sinonimo di rimozione: con questa pratica vengono rimossi uno o entrambi i peduncoli oculari dalle femmine di gambero; a volte i peduncoli oculari non vengono rimossi, ma vengono resi inutilizzabili. 
Ciò viene fatto per stimolare i crostacei a sviluppare ovaie mature e a deporre le uova. In cattività, le femmine di gambero spesso hanno difficoltà nel far maturare le proprie ovaie. Anche quando una specie riesce a riprodursi in cattività, l'ablazione dei peduncoli oculari aumenta la produzione di uova e il numero di femmine coinvolte nella riproduzione. Dopo l'ablazione del peduncolo oculare, lo sviluppo completo delle ovaie può avvenire in soli tre-dieci giorni, rendendo l'allevamento dei gamberi più veloce.

## Meccanismo
Il concetto principale alla base dell’ablazione del peduncolo oculare è quella di ridurre l’effetto inibitorio di un ormone chiamato ormone inibitorio delle gonadi (gonad inhibitory hormone, GIH). Questo ormone è prodotto negli occhi. Di solito è presente a livelli più alti durante le stagioni non riproduttive, inibendo lo sviluppo delle ovaie. Rimuovendo il peduncolo oculare, il livello di GIH diminuisce, consentendo lo sviluppo delle ovaie mature. Un'altra teoria suggerisce che l'ablazione dei peduncoli oculari influisca sulla percezione della luce, influenzando la maturazione ovarica. Non è ancora completamente compreso il meccanismo per il quale è efficace l'ablazione del peduncolo oculare.
I critici sostengono che l'ablazione dei peduncoli oculari sia dannosa per i gamberi poiché spesso viene eseguita senza anestesia, causando stress a causa della visione compromessa. In alcune specie di gamberi, come il gambero tigre, gli occhi possono rigenerarsi completamente in meno di sei mesi. È anche in corso un dibattito sulle modalità con cui i crostacei provano dolore.

### Effetti
L'ablazione degli occhi nelle femmine di gambero ha vari effetti, tra i quali:
- fa sì che i gamberi depongano più uova, ma non necessariamente più grandi;
- il tempo tra i cicli di muta diventa più breve;
- il tasso di mortalità dei gamberi aumenta fino a tre volte;
- diminuisce lo stato di salute generale delle femmine di gambero;
- in alcuni casi, ciò si traduce in un tasso inferiore di schiusa delle uova;
- il colore delle ovaie può cambiare;
- i gamberi sperimentano richieste energetiche più elevate;
- nel tempo, la qualità delle uova diminuisce;
- i figli nati in questo modo potrebbero essere più soggetti a malattie.

## Metodi

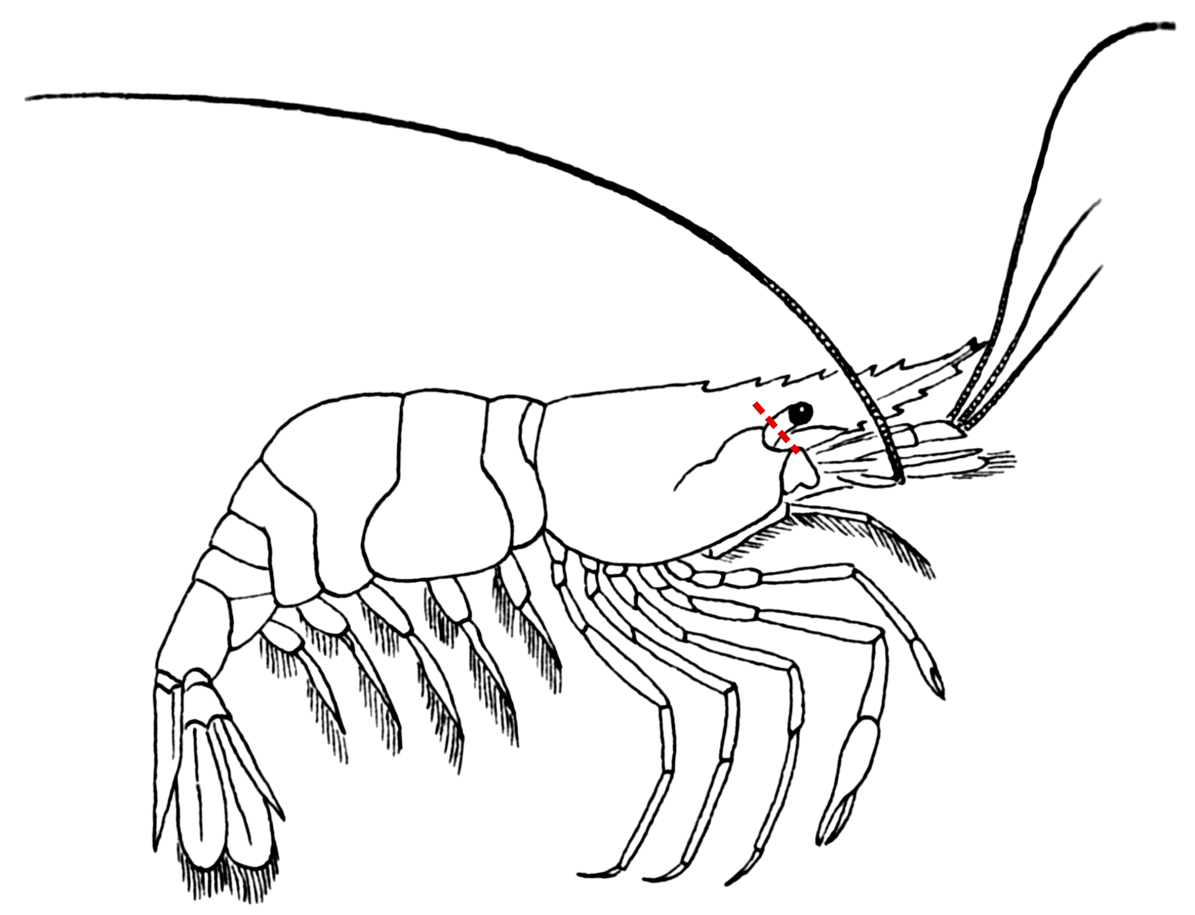
La linea tratteggiata rossa mostra il punto in cui il peduncolo oculare viene tagliato o cauterizzato durante l'ablazione

Esistono diversi modi per eseguire l'ablazione del peduncolo oculare, tra cui:
- pinzare il peduncolo tra la metà e i due terzi verso il basso, il che potrebbe creare una ferita aperta;
- incidere un occhio con un rasoio, quindi schiacciare il gambo oculare da metà a due terzi fino a rimuovere il contenuto dell'occhio. Questo metodo è noto anche come enucleazione e lascia l'esoscheletro trasparente per una guarigione più rapida;
- cauterizzare il peduncolo oculare utilizzando un dispositivo per elettrocauterizzazione o un filo arroventato che, se eseguito correttamente, chiude la ferita e aiuta la formazione più rapida del tessuto cicatriziale. Un altro modo è usare forbici o una lama affilata per tagliare il peduncolo oculare e poi cauterizzare la ferita;
- legare saldamente il peduncolo con filo chirurgico, garantendo la chiusura immediata della ferita.

## Alternative
Esistono alternative valide a questa pratica, che comprendono:
- fornire alimenti nutrienti e di alta qualità nella fase di pre-maturazione;
- modificare il rapporto tra i sessi nelle vasche di riproduzione da 1:1 a 1:2 (maschio-femmina).

Le femmine non ablate hanno tassi di mortalità più bassi e producono una prole più robusta; ciò riduce la necessità di prodotti chimici e antibiotici.

## Legislazione
L'ablazione del peduncolo oculare è attualmente vietata in Europa per la produzione biologica. Nel 2016, Seajoy, uno dei maggiori produttori di gamberi d'allevamento di prima qualità in America centrale, ha iniziato ad allevare solo gamberi senza ablazione.